# Melanochelys tricarinata
Melanochelys tricarinata је гмизавац из реда корњача и фамилије Geoemydidae. 

## Угроженост
Ова врста се сматра рањивом у погледу угрожености врсте од изумирања.

## Распрострањење
Бангладеш и Индија су једина позната сигурна природна станишта врсте.

## Станиште
Врста Melanochelys tricarinata има станиште на копну.